# Корабът на вселените
„Корабът на вселените“, с подзаглавие „Мемоарите на Татко Мумин“ (оригинално заглавие на шведски: „Muminpappas bravader“, преработеното издание от 1968 г. е със заглавие „Muminpappans Memoarer“), е третата книга от поредицата за муминтролите на финландската писателка Туве Янсон. Увлекателната автобиография на Татко Мумин, разказваща за приключенската му младост, представлява жизнерадостна, на места трогателно сантиментална и твърде забавна пародия на мемоарния жанр. Книгата е публикувана за първи път през 1950 г.

## Сюжет
Татко Мумин решава да опише удивителния си живот и започва своите мемоари, като същевременно чете написаното пред своя син Муминтрол и неговите приятели Сниф и Снусмумрик. Разказът започва в дом за безпризорни муминтролчета, пред който е изоставен Татко Мумин като бебе. В ранното си детство той се чувства самотен и различен в изрядния, безинтересен дом, основан от Хемулката, която изисква ред и послушание. Татко Мумин бяга оттам и намира приятел – изобретателя Фредриксон. Запознава се още с Пърхалчето (бащата на Сниф) и с Развейпрах (бащата на Снусмумрик). Заедно те построяват „Кораба на вселените“ (чието име първоначално трябва да е „Хорът на сирените“, но е изписано погрешно от Пърхалчето), който се превръща в новия им дом. Прилъгват огромния дронт Едвард и с неволна помощ от негова страна успяват да пуснат кораба по вода. Докато пътешестват по море в търсене на приключения, Татко Мумин спасява от страшната Мора една Хемулка – не онази от детския дом, но също така назидателна и неприятна. За щастие скоро успяват да се освободят от нея, когато тя бива отвлечена от група клекохапи. Впоследствие приятелите достигат далечна земя, където се запознават със семейството на Мюмлата. Дъщерята на Мюмлата ги завежда на голямото градинско увеселение по случай 100-тния рожден ден на Краля – Самодържец. Фредриксон е поканен да предостави на Самодържеца своите умения на изобретател, а Татко Мумин построява къща и основава с другите колония, към която след време се присъединява и местният призрак. Междувременно Фредриксон е преработил „Кораба на вселените“ и той е готов за нови приключения по въздух и под вода. Изпитателният полет и последвалото гмуркане в морето едва не завършват трагично, защото „Корабът на вселените“ е нападнат от ужасния Морски вълк, но спасението идва най-случайно, когато се появява дронтът Едвард и неволно настъпва чудовището. Противно на очакванията на Татко Мумин за нови славни приключения, това се оказва последното пътуване с „Кораба на вселените“. Пърхалчето се жени за Кротенцето, всички постепенно се нанасят в топлия, уютен дом на Татко Мумин. Известно време уседналият живот не удовлетворява буйната натура на Татко Мумин до превратната нощ, когато той спасява от морето красива мъничка муминтролка и нейната чанта. Срещата с Мама Муминка завинаги променя Татко Мумин: тя усмирява неспокойния му дух, дарява го с нежност и разбиране.